# Domínio Veneziano nas Ilhas Jónicas
```
   |-
       |
Erro:
:  
valor não especificado para "
nome_comum
"

   |-
       | 
Erro:
:  
valor não especificado para "
continente
"
```

As Ilhas Jônicas foram uma possessão ultramarina da República de Veneza entre meados do século XIV até o final do século XVIII. A conquista das ilhas ocorreu gradualmente. As primeiras a serem adquiridas foram Citera e a pequena ilha de Anticítera, indiretamente em 1238 e diretamente após 1363. Em 1386, o Conselho de Corfu, que era o órgão governante da ilha, votou para tornar Corfu um vassalo de Veneza. Durante o período Veneziano, o Conselho permaneceu como a instituição mais poderosa da ilha. Um século depois, Veneza capturou Zacinto em 1485, Cefalônia em 1500 e Ítaca em 1503. Essas três ilhas modelaram a sua administração no modelo de Corfu e formaram os seus próprios conselhos. A conquista foi concluída em 1718 com a captura de Lêucade. Cada uma das ilhas permaneceu parte do Stato da Màr Veneziano até Napoleão Bonaparte dissolver a República de Veneza em 1797. As Ilhas Jônicas estão situadas no Mar Jônico, na costa oeste da Grécia. Citera, a mais ao sul, fica na ponta sul do Peloponeso e Corfu, a mais ao norte, está localizada na entrada do Mar Adriático. Acredita-se que o período Veneziano nas Ilhas Jônicas foi geralmente próspero, especialmente em comparação com a coincidente Turcocrácia — o domínio Turco sobre o restante da Grécia atual. 
O governador das Ilhas Jônicas durante o período Veneziano era o Provveditore Generale da Mar, que residia em Corfu. Além disso, as autoridades de cada ilha eram divididas entre autoridades Venezianas e locais. A economia das ilhas baseava-se na exportação de produtos locais, principalmente passas, azeite e vinho, enquanto a Lira veneziana, a moeda de Veneza, também era a moeda das ilhas. Algumas características da cultura de Veneza foram incorporadas à cultura das Ilhas Jônicas, influenciando até hoje a música, a culinária e a língua locais.